# Peter Kronholm
 Ikke at forveksle med Peter Krogholm.
Peter Kronholm (også kendt under navne som "Klædeskabsmorderen" og "Mr. Smiley"), er en dansk morder, som i 1994 blev idømt 15 års fængsel for drabet på Annette Enevoldsen. I 2008 idømte Højesteret ham forvaring for grov vold. Forbrydelsen blev begået, mens han var under udslusning fra afsoningen af drabsdommen fra 1994. Han har flere gange fået afslag om prøveudskrivning, senest i 2023. Kronholm afsoner sin dom i det topsikre Storstrøm Fængsel på Falster.
Kronholm er desuden dømt for en række andre forbrydelser som gidseltagning og ildspåsættelse. Han har også været i politiets søgelys for drabet på Anne Stine Geisler, og fordi hans tidligere kæreste i 1991 forsvandt.

## Baggrund

### Drabet på Annette Enevoldsen
I 1993 var han kæreste med den 33-årige børsmægler Annette Enevoldsen fra Danske Bank. De havde mødt hinanden under en kunstudstilling på Louisiana året før. Kronholm havde fortalt hende, at han havde et topjob i et medicinalfirma. Efter et kort forhold slog hun op, fordi hun var blevet bange for ham. Den 28. februar 1993 havde hun en aftale, at hun skulle møde sin veninde på Café Sommersko, men hun dukkede aldrig op. Dagen efter fandt politiet hende død i hendes lejlighed. Politiet anholdte herefter Kronholm i hans lejlighed i Randersgade på Østerbro og sigtede ham for drab. Kronholm var kendt af politiet i forvejen og havde flere domme bag sig. Han havde sin gang i det kriminelle- og prostitutionsmiljø. Han var også tidligere blevet afhørt om hans tidligere kærestes, stripperen Charlotte Machon-Fellows, forsvinden i 1991. 
Drabet på Annette Enevoldsen blev begået den 28. februar 1993 i hendes lejlighed i Laksegade i København. Hun var blevet slået med en hammer og derefter stranguleret med et bælte. Han gemte liget i et klædeskab i hendes soveværelse. Efter drabet rengjorde han lejligheden, forlod den og lagde senere samme dag en besked på hendes telefonsvarer. Da han dagen efter blev fremstillet i grundlovsforhør sagde han, at der var sket en ulykke, hvor hun var faldet og havde slået hovedet mod et blandingsbatteri.
Under retssagen blev Kronholm beskrevet som "en livsfarlig, følelseskold og hensynsløs psykopat". Anklagemyndigheden krævede ham idømt forvaring. I marts 1994 blev han i Østre Landsret idømt 15 års fængsel for drabet samt tilfælde af blandt andet indbrud og brandstiftelse. Kronholm blev prøveløsladt den 16. juni 2003 med 1833 dage i reststraf.

### Prøveløsladelse og overfald
Efter han blev prøveløsladt i 2003 etablerede han et bordel i sin lejlighed på Østerbro. Han overtrådte reglerne for prøveløsladelse og blev sendt tilbage til fængslet igen. I 2006 fik han lov at få udgang. Den 2. april 2006 overfaldt han en telefonpasser på et bordel, som han havde oprettet i sin lejlighed, da han var på udgang fra fængslet. Kvinden, der var 26 år, var blevet bange for ham, og derfor havde hun sagt op. Hun tog hen til hans lejlighed for at hente nogle penge, som han skyldte hende. Da hun kom ind i lejligheden angreb han hende bagfra og trak en plasticpose over hendes hoved. Bagefter viklede han et sjippetov om hendes hals og strammede til, men tovet knækkede. Nede på gaden ventede en af kvindens mandlige venner, og da han ikke kunne forstå, hvor hun blev af, ringede han på hendes mobiltelefon. Da Kronholm indså, at der var en, der ventede på hende, gik han med hende ned på gaden. Her lykkedes det hende at springe ind på bagsædet af bilen.

### Retssag i 2007
Under retssagen i 2007 fortalte kvinden, hvordan Kronholm havde spredt et underlag af plastik ud på gulvet og lagt en sovepose klar. Hun følte sig sikker på, at det skulle bruges til at gemme hendes lig af vejen. Kronholm blev i oktober 2007 i Østre Landsret idømt halvandet års fængsel for overfaldet. Anklagemyndigheden havde krævet ham idømt en forvaringsdom. Mentalundersøgelsen af Kronholm viste alvorlige personlighedsforstyrrelser, narcissistiske og paranoide træk, manglende evne til at indse konsekvensen af sine handlinger og en selvhævdende adfærd. Østre Landsret afviste forvaring, men ikke uden uenighed. I landsrettens nævningeting har hver nævning én stemme, mens hver af de tre dommere har fire stemmer – i alt 24 stemmer. Otte af stemmerne gik ind for den tidsubestemte forvaringsstraf. Anklagemyndigheden ankede landsrettens dom til Højesteret, som den 18. januar 2008 ændrede landsrettens dom, så Kronholm i stedet for en almindelig fængselsstraf på halvandet år blev dømt til forvaring.

### Anmodninger om prøveudskrivning
Forvaringsdømte personer har krav på med jævne mellemrum at få deres sag prøvet ved en domstol. Dette har Kronholm tidligere benyttet sig af, men hver gang har retten afvist at lade ham komme på fri fod. I 2015 forsøgte han i Retten i Glostrup at få forvaringsdommen ophævet, uden held. Han havde flere gange været på ledsaget udgang, som han primært brugte til at besøge sine forældre. Siden 2015 har han dog været nægtet ledsaget udgang. I februar 2023 fik han afslag om at blive prøveudskrevet fra sin forvaringsdom ved Retten i Nykøbing Falster.
Kronholm sidder i forvaring i Storstrøms Fængsel på Falster. Tidligere var han i Herstedvester Fængsel, og han har også været indsat i et fængsel på Fyn.

## Mistænkt i andre sager

### Drabet på Anne Stine Geisler
Den 5. juni 1990 blev den 18-årige Anne Stine Geisler fundet dræbt i kælderen under Teglgårdstræde 15 i København. Blandt de mistænkte var både Kronholm samt Amagermanden, Marcel Lychau Hansen,  der i 2011 blev idømt fængsel på livstid for et rovmord, et voldtægtsdrab og seks voldtægter. Under drabsefterforskningen rettede politiet mistanke mod Kronholm, som på daværende tidspunkt boede i kollektiv i Larsbjørnsstræde nær Geislers bopæl. Han blev afhørt gentagne gange, ligesom hans færden den 4. juni blev fastlagt. I den forbindelse kunne man slå fast, at han ikke havde noget alibi efter klokken 01.00. Han kunne altså godt være gerningsmanden. Problemet var imidlertid, at manden intet motiv havde for at slå Geisler ihjel, ligesom ingen tekniske spor knyttede ham til gerningsstedet. På drabsnatten befandt han sig på Café Floss, få meter fra den kælder, hvor Stine Geisler blev myrdet. Ifølge bekendte havde han desuden haft en næsten sygelig interesse i drabet på Geisler. Han er flere gange blevet afhørt af politiet, men aldrig tiltalt. Drabet er fortsat uopklaret.

### Charlotte Machon-Fellows forsvinden
I november 1991 forsvandt 24-årige stripper Charlotte Machon-Fellow sporløst fra København. Hun var rejst fra Aalborg til København for at besøge Kronholm, som hun var kæreste med. Kronholm forklarede politiet, at hun i starten af 1992 var rejst til Laos i Asien for at starte et escortbureau. Politiet efterforskede hendes forsvinden, og fandt blandt andet ud af, at Kronholm havde haft adgang til syre-bade via sit arbejde. Angiveligt forsvandt hun, efter hun slog op med ham. Fellow har været forsvundet siden 1991 uden at have givet livstegn til familie eller venner. Politiet betragter sagen som en uopklaret drabssag. Kronholm var mistænkt sagen, men blev ikke tiltalt eller dømt. Sagen om Charlotte Machon-Fellows forsvinden er fortsat uopklaret.

## Dokumentar
I Discovery+ dokumentarserien Profil af en morder gennemgår to af Danmarks tidligere drabschefer spektakulære drabssager og fortæller om politiets arbejde i opklaringen af dem. Afsnit 10 hedder "Klædeskabsmorderen" og omhandler drabet på Annette Enevoldsen i 1993. I afsnittet fortæller tidligere drabschef Ove Dahl om opklaringen.